# Joaquín Cardoso
José Joaquín Cardoso (Amozoc, Puebla, 16 de agosto de 1803 - Ciudad de México, 21 de julio de 1880) fue un abogado, botánico, político y académico mexicano.

## Semblanza biográfica
Realizó sus estudios en el Seminario Palafoxiano de la ciudad de Puebla y en el Colegio de San Iledfonso. Obtuvo el título de abogado en 1828. Se unió al partido liberal y llegó a ser consejero del presidente Valentín Gómez Farías. Durante el régimen de  Antonio López de Santa Anna se creó la sociedad secreta del grupo de los polkos, la cual buscaba confrontar a Gómez Farías, en respuesta, Cardoso fundó el grupo liberal denominado la escocesa, el cual pretendía contrarrestar a la sociedad secreta.   
Al iniciar la intervención estadounidense en México se trasladó a Puebla y se dedicó al estudio de la botánica. Colaboró para el periódico El Siglo XIX de 1841 a 1845. Impartió cátedra de latín de 1851 a 1854. Una vez proclamado el Plan de Ayutla, y por orden de Juan Álvarez, fue nombrado representante propietario por el Distrito Federal en 1855. De esta forma, fue miembro del Congreso Constituyente de México que redactó la Constitución Federal de 1857.
Durante la presidencia de Álvarez rechazó la cartera de Relaciones Exteriores, durante la presidencia de Benito Juárez rechazó el ministerio de Justicia y se negó a aceptar los altos cargos que le ofreció Maximiliano de Habsburgo. En 1868 —una vez restaurada la República—, aceptó la dirección de la Biblioteca Nacional de México, cargo que ejercería hasta su muerte. Fue magistrado de la Suprema Corte de Justicia, renunció a su puesto en 1870 junto al también magistrado Vicente Riva Palacio.
En 1875, fue miembro fundador de la Academia Mexicana de la Lengua, ocupó la silla VIII. Murió el 21 de julio de 1880 en la Ciudad de México.

## Obras publicadas
- La herbolaria mejicana
- Virgilio bajo el punto de vista de la estética
- Comentarios sobre la vida de Voltaire
- Autobiografías mejicanas
- Propercio y Juvenal
- El método de Humboldt
- Linneo el Joven
- ¿Cuál fue la primera planta medicinal entre los antiguos?
- La flora entre los aztecas
- Estudios sobre el derecho primitivo